# Premio Newdigate
Il premio Newdigate o Sir Roger Newdigate's Prize è un premio letterario conferito agli studenti dell'università di Oxford per la migliore composizione di versi inglesi. I versi vincitori vengono letti ad una riunione chiamata Encaenia (una cerimonia accademica dei collegi e delle università).

## Storia
Il premio è stato fondato da Sir Roger Newdigate, (1719-1806).

## Premi simili
Un premio molto simile è conferito ai universitari del Cambridge, il nome è Chancellor's Gold Medal.

## Vincitori
Il premio viene conferito ogni anno, il nome delle composizioni seguito dal nome del compositore che più hanno destato interesse sono i seguenti:

### 1800
- 1829. Robert Stephen Hawker
- 1839. John Ruskin
- 1843. Cromwell. Matthew Arnold
- 1860. The Escorial. John Addington Symonds
- 1878. Ravenna. Oscar Wilde
- 1888. Arthur Waugh
- 1898. John Buchan
- 1890. Persephone. Laurence Binyon

### 1900
- 1900. Robespierre. Arthur Carré
- 1901. Galileo. William Garrod
- 1902. Minos. Ernest Wodehouse
- 1903. non assegnato
- 1904. Delphi. George Bell
- 1905. Garibaldi. Arthur E. E. Reade
- 1906. The Death of Shelley. Geoffrey Scott
- 1907. Camoens. Robert Cruttwell
- 1908. Holyrood. Julian Huxley
- 1909. Michelangelo. Frank Ashton-Gwatkin
- 1910. Atlantis. Charles Bewley
- 1911. Achilles. Roger Heath
- 1912. Richard I Before Jerusalem. William Greene
- 1913. Oxford. Maurice Roy Ridley
- 1914. The Burial of Sophocles. Robert Sterling
- 1915. non assegnato
- 1916. Venice. Russell Green
- 1917. sospeso per la prima guerra mondiale
- 1918. sospeso per la prima guerra mondiale
- 1919. France. P. H. B. Lyon
- 1920. The Lake of Garda. George Johnstone
- 1921. Cervantes. James Laver
- 1922. Mount Everest. James Reid
- 1923. London. Christopher Scaife
- 1924. Michelangelo. Franklin McDuffee
- 1925. Byron. Edgar McInnes
- 1926. non assegnato
- 1927. Julia, Daughter of Claudius. Gertrude Trevelyan
- 1928. The Mermaid Tavern. Angela Cave
- 1929. The Sands of Egypt. Phyllis Hartnoll
- 1930. Daedalus. Josephine Fielding
- 1931. Vanity Fair. Michael Balkwill
- 1932. Sir Walter Scott. Richard Hennings
- 1933. Ovid among the Goths. Philip Hubbard (See P. M. Hubbard)
- 1934. Fire. Edward Lowbury
- 1935. Canterbury. Allan Plowman
- 1936. Rain. David Winser
- 1937. The Man in the Moon. Margaret Stanley-Wrench
- 1938. Milton Blind. Michael Thwaites
- 1939. Dr Newman Revisits Oxford. Kenneth Kitchin
- 1940 al 46. sospeso per la seconda guerra mondiale
- 1947. Nemesis. Merton Atkins
- 1948. Caesarion. Peter Way
- 1949. The Black Death. Peter Weitzman
- 1950. Eldorado. John Bayley
- 1951. The Queen of Sheba. Michael Hornyansky
- 1952. Exile. Donald Hall (published in OP 1953)
- 1953. non assegnato
- 1954. non assegnato
- 1955. Elegy for a Dead Clown. Edwin Evans
- 1956. The Deserted Altar. David Posner
- 1957. Leviathan. Robert Maxwell
- 1958. The Earthly Paradise. Jon Stallworthy
- 1959. non assegnato
- 1960. A Dialogue between Caliban and Ariel. John Fuller
- 1961. non assegnato
- 1962. May Morning. Stanley Johnson
- 1963. non assegnato
- 1964. Disease. James Paterson
- 1965. Fear. Peter Jay
- 1966. non assegnato
- 1967. non assegnato
- 1968. The Opening of Japan. James Fenton
- 1969. non assegnato
- 1970. Instructions to a Painter. Charles Radice
- 1971. non assegnato
- 1972. The Ancestral Face. Neil Rhodes
- 1973. The Wife's Tale. Christopher Mann
- 1974. Death of a Poet. Alan Hollinghurst
- 1975. The Tides. Andrew Motion
- 1976. Hostages. David Winzar
- 1977. The Fool. Michael King
- 1978. non assegnato
- 1979. non assegnato
- 1980. Inflation. Simon Higginson
- 1981. non assegnato
- 1982. Souvenirs. Gordon Wattles
- 1983. Triumphs. Peter McDonald (published in OP I.2)
- 1984. Fear. James Leader
- 1985. Magic. Robert Twigger
- 1986. An Epithalamion. William Morris
- 1987. Memoirs of Tiresias. Bruce Gibson e Michael Suarez (joint winners)
- 1988. Elegy. Mark Wormald
- 1989. The House. Jane Griffiths
- 1990. Mapping. Roderick Clayton
- 1991. non assegnato
- 1992. Green Thought. Fiona Sampson
- 1993. The Landing. Caron Röhsler
- 1994. Making Sense. James Merino
- 1995. Judith with the Head of Holofernes. Antony Dunn (published in OP IX.1)
- 1996. non assegnato
- 1997. non assegnato
- 1998. non assegnato
- 1999. non assegnato
- 2000. A Book of Hours.

### 2000
- 2005. Lyons. Arina Patrikova
- 2006. BEE-POEMS. Paul Thomas Abbott
- 2007. Meirion Jordan
- 2008. Returning, 1945. Rachel Piercey
- 2009. Allotments, Arabella Currie
- 2010. The Mapmaker's Daughter, Lavinia Singer
- 2011: non assegnato
- 2012: non assegnato
- 2013: Edgelands, Daisy Syme-Taylor[1]
- 2014: The Centrifuge, Andrew Wynn Owen[2]
- 2015: non assegnato
- 2016: Sinai, Mary Anne Clark[3]
- 2017: Borderlines, Dominic Hand. (Successivamente pubblicato in Oxford Poetry) [4][5]
- 2018: non assegnato [6]
- 2019: non assegnato
- 2020: the summer critter speaks not of frost, Leung Rachel Ka Yin[7]
- 2021: Koinobionts, Annabelle Fuller[8]
- 2022: Pecking orders, Maggie Wang[9]
- 2023: The girl I saw through the James Webb Telescope, Nicholas Stone[10]
- 2024: At the Papal Palace e After ‘Horses, Peacefully Farting & Snoring, Shaw Worth[11]